# جون أ. تي. هال
جون أ. تي. هال هو سياسي أمريكي، ولد في 1 مايو 1841 في سابينا في الولايات المتحدة، وتوفي في 26 سبتمبر 1928 في Clarendon, Virginia ‏ في الولايات المتحدة. نشط حزبياً في الحزب الجمهوري. وقد انتخب عضو مجلس النواب الأمريكي ‏.